# مأذنه
مأذنه یا موذنه آن بخش از مسجد یا ساختمان‌های مذهبی اسلامی است که برای اذان گفتن از سوی مؤذن ساخته شده است. مأذنه‌ها معمولاً اتاقکی ویژه در بالای گلدسته‌ها (مناره‌ها)ی مسجدها هستند. اذان یا بانگ نماز، فراخوانی است به زبان عربی برای اعلام وقت نماز و دعوت مردم به اجرای مراسم نماز. مؤذن شخصی است که بانگ نماز را با صدای بلند و از فراز مأذنه برمی‌خواند.

## قدمت و مقیاس
از ظهور اسلام تا پایان حیات پیامبر اسلام، ماذنه‌ها سقف مساجد بودند. اما اولین مأذنه بر فراز مناره در اسلام، مربوط است به عصر امویان و مسجد جامع اموری در سوریه که توسط ولید بن عبدالملک ساخته شد. این مناره‌ها در اصل، دو برج از برج‌های قدیمی کلیسا شهر بود که به ویرانه مبدل شده بود و ولید، با دادن پولی به مسیحیان، این ویرانه را خریداری نمود و بر روی آن مسجدی بنا کرد. قدیمی‌ترین مأذنه ایران، متعلق است به قرن دوم هجری قمری. این مناره در شهر قم بوده و مربوط به یک مسجد قدیمی در دوره سلجوقی است. ارتفاع این ماذنه 25 متر و جنس و نمای آن از آجر می‌باشد.
بلندترین مأذنه دنیا، مأذنه مسجد حسن ثانی در کازابلانکا، شمال آفریقاست. این مسجد از لحاظ وسعت، در رده هفتم مساجد جهان است. این مناره (مأذنه) 210 متر طول دارد. این مسجد در دهه 1980 توسط حسن ثانی، شاه مراکش ساخته شد. شرکت بن لادن سعودی نیز، قصد دارد در مسجدالحرام شهر مکه، در جوار کعبه، دو مناره به ارتفاع 420 متر، طراحی و اجرا نماید.